# Bucureșci, Hunedoara
Bucureșci este satul de reședință al comunei cu același nume din județul Hunedoara, Transilvania, România.